# دو نفر علیه دنیا (فیلم ۱۹۳۶)
دو نفر علیه دنیا (انگلیسی: Two Against the World) فیلمی در ژانر درام به کارگردانی ویلیام مک‌گن است که در سال ۱۹۳۶ منتشر شد.

## بازیگران
- هامفری بوگارت
- بورلی رابرتس
- کلیر دود
- هنری اونیل
- هوبرت کواناوگه
- هاوارد هیکمن
- ویرجینیا بریساک